# Brian Tee

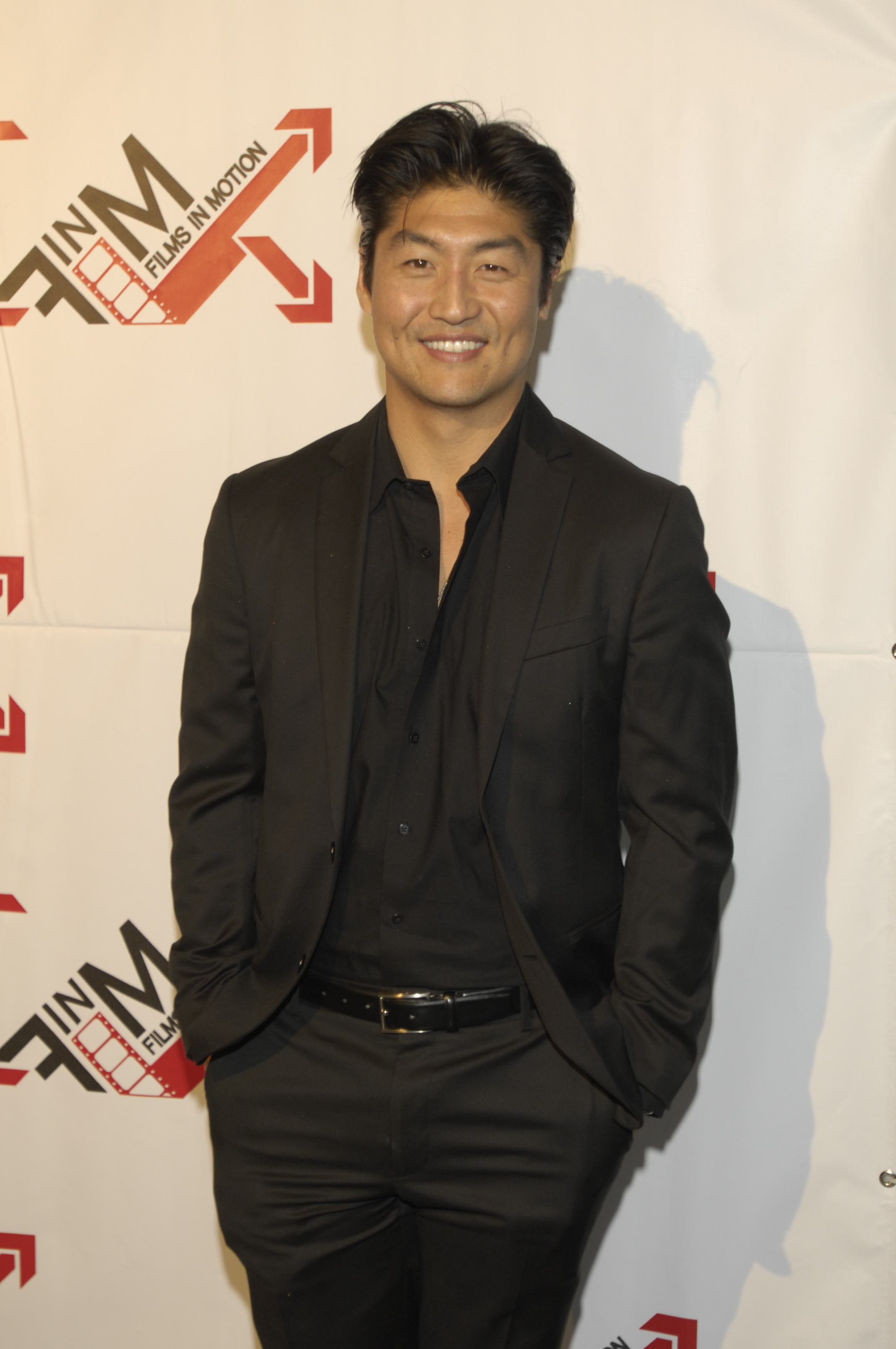
Brian Tee, 2011

Brian Tee (japanisch 高田 ジェボム Takata Jebomu, kor.: 재범 타카다; * 15. März 1977 in Okinawa, Japan als Jae-Beom Takata) ist ein US-amerikanischer Schauspieler.

## Leben und Karriere
Tee wurde in Okinawa (Japan) als Sohn japanisch-koreanischer Eltern geboren. Im Alter von zwei Jahren zog er mit seiner Familie nach Hacienda Heights (Kalifornien, USA) und wuchs dort auf.
Er besuchte die „Glen A. Wilson High School“ und wurde Kapitän der Football-Mannschaft. Während seiner Schulzeit arbeitete er beim Pizzaservice „Blackjack Pizza“, dessen Kundin unter anderem die Sängerin Fergie war.
Am bekanntesten ist Tee für seine Rolle als Takashi „Drift King“ Kamata im Film The Fast and the Furious: Tokyo Drift. Er spricht Koreanisch, Japanisch und Englisch. In seiner Freizeit treibt er Sport und asiatische Kampfkünste. Neben seinen Filmrollen hatte er mehrere Nebenrollen in Serien wie Bones – Die Knochenjägerin, Without a Trace – Spurlos verschwunden und Grey’s Anatomy.

## Filmografie (Auswahl)
- 2000: Pretender (Fernsehserie, Episode 4x15)
- 2000: Buffy – Im Bann der Dämonen (Buffy, Fernsehserie, Episode 5x06)
- 2002: Wir waren Helden (We Were Soldiers)
- 2002: Austin Powers in Goldständer (Austin Powers in Goldmember)
- 2004: Starship Troopers 2: Held der Föderation (Starship Troopers 2: Hero of the Federation)
- 2004: An Bord der Tiger Cruise (Tiger Cruise, Fernsehfilm)
- 2005: Dick und Jane (Fun with Dick and Jane)
- 2005–2006: Zoey 101 (Fernsehserie, 3 Episoden)
- 2006: All In – Pokerface (All In)
- 2006: The Fast and the Furious: Tokyo Drift
- 2007: Grey’s Anatomy (Fernsehserie, 2 Episoden)
- 2007: Finishing the Game
- 2008: The Trade (Kurzfilm)
- 2008–2009: L.A. Crash (Crash, Fernsehserie, 13 Episoden)
- 2009: Deadland
- 2009: CSI: Den Tätern auf der Spur (CSI: Crime Scene Investigation, Fernsehserie, Folge 10x1)
- 2009: Lie to Me (Fernsehserie, Episode 1x04)
- 2009: Bones – Die Knochenjägerin (Bones, Fernsehserie, Episode 4x23)
- 2010: Chain Letter
- 2011: Burn Notice (Fernsehserie, Episode 5x02)
- 2012: Grimm (Fernsehserie, 2 Episoden)
- 2012: Shake It Up – Tanzen ist alles (Shake It Up, Fernsehserie, Episode 2x28)
- 2013: Wolverine: Weg des Kriegers (The Wolverine)
- 2013: Hawaii Five-0 (Fernsehserie, 2 Episoden)
- 2013: Wedding Palace
- 2014: Marvel’s Agents of S.H.I.E.L.D. (Fernsehserie, Episode 2x06)
- 2014: Das Weihnachts-Chaos (One Christmas Eve)
- 2015: Jurassic World
- 2015: Zoo (Fernsehserie, Episode 1x01)
- 2015: Baby Daddy (Fernsehserie, Episode 4x14)
- 2015–2018: Chicago P.D. (Fernsehserie, 9 Episoden)
- 2015–2022: Chicago Med (Fernsehserie)
- 2016: Teenage Mutant Ninja Turtles: Out of the Shadows
- 2016–2018: Chicago Fire (Fernsehserie, 7 Episoden)
- 2024: Expats (Miniserie, 6 Folgen)
- 2025: Reacher (Fernsehserie)